# جان فان ستينبيرج
جان فان ستينبيرج (4 يوليو 1972 في بلجيكا - ) هو لاعب كرة قدم بلجيكي في مركز حراسة المرمى. لعب مع رويال أنتويرب ونادي رويال أندرلخت ونادي لوفيرواز وفيربرودرينغ دندر إندرخت هكلغام ‏ وS.C. Eendracht Aalst ‏.